# Protea revoluta
Protea revoluta (лат.) — кустарник, вид рода Протея (Protea) семейства Протейные (Proteaceae), эндемик Западно-Капской провинции в Южной Африке.

## Таксономия
Этот вид был впервые описан в соответствии с современной системой Линнея естествоиспытателем Робертом Броуном в его трактате 1810 года On the Proteaceae of Jussieu в Transactions of the Linnean Society of London.

## Описание
Protea revoluta — стелющийся кустарник, образующий плотное коврообразное покрытие до 2 м в диаметре. Цветёт с ноября по январь. Семена хранятся на растении в сухом соцветии. Обычно они высвобождаются через один-два года после цветения и разносятся ветром. Растение однодомное, в каждом цветке представлены представители обоих полов. Опыление у этого вида осуществляется крысами, мышами и птицами.

## Распространение и местообитание
Protea revoluta — эндемик Западно-Капской провинции в Южной Африке, где он встречается между внутренними районами Седерберга на Атлантическом побережье и районом Виттеберг на севере. Растёт в горном реностервельде, на высоте от 900 до 1600 м над уровнем моря. Периодические лесные пожары в его среде обитания уничтожают взрослые растения, но семена могут пережить и дать новые всходы. 